# Estádio Soares de Azevedo
O Estádio Soares de Azevedo está localizado na cidade de Muriaé, Minas Gerais. É usado pelo Nacional de Muriaé.

## História
O estádio foi construído em 2014 e foi palco de partidas da primeira divisão do Campeonato Mineiro deste mesmo ano. Possui a capacidade para 13.972 torcedores e é a casa do Nacional Atlético Clube e do Tombense Futebol Clube.
O público recorde registrado do estádio ocorreu no dia 1 de maio de 2022, em partida válida pelo Campeonato Brasileiro B, o Vasco da Gama empatou com o Tombense pelo placar de 1 x 1, e contou com a presença de mais de 8.357 pagantes.